# Theretra mansoni
Theretra mansoni är en fjärilsart som beskrevs av Clark 1924. Theretra mansoni ingår i släktet Theretra och familjen svärmare. Inga underarter finns listade i Catalogue of Life.